# كلاسيكية حديثة (موسيقى)

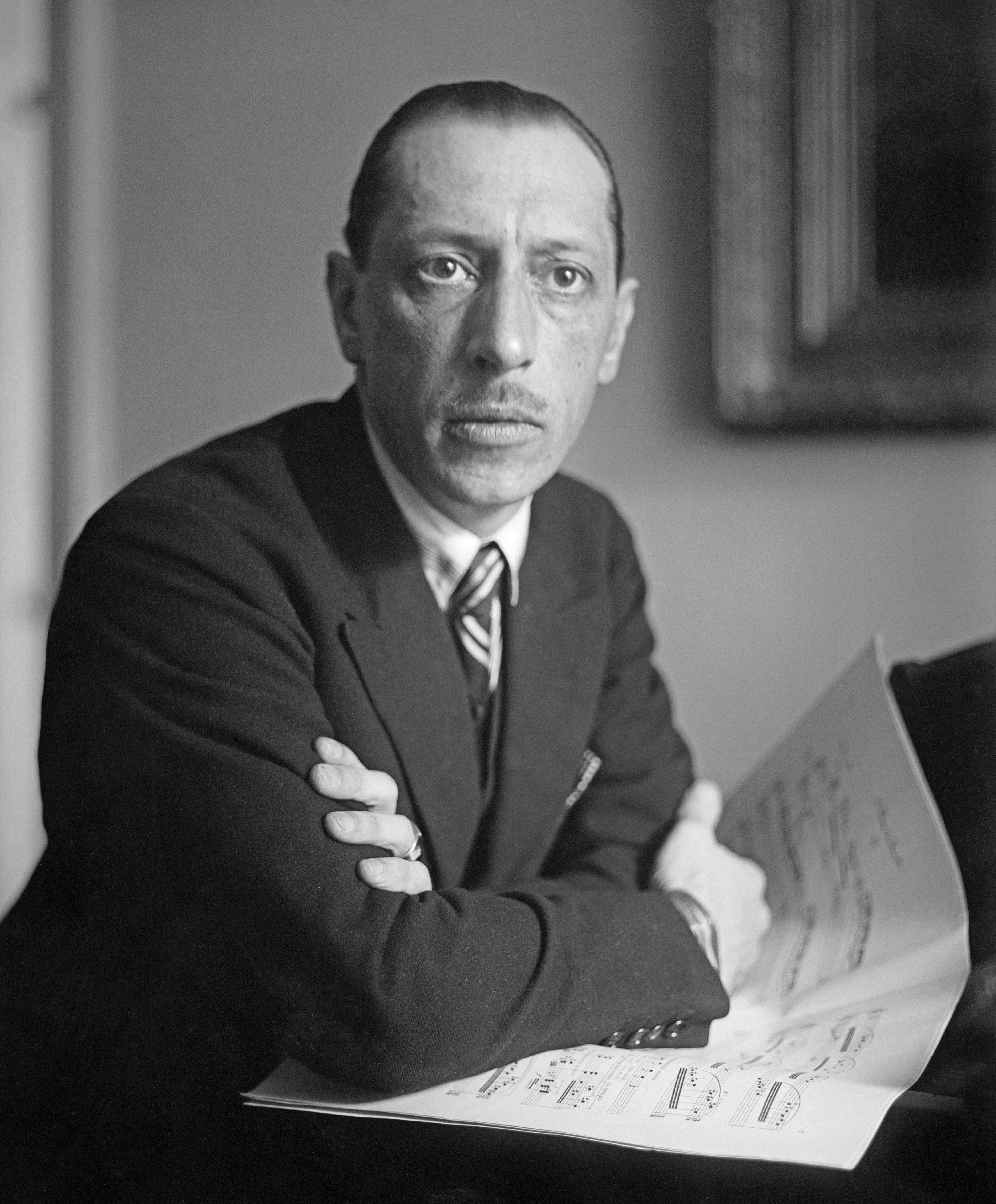

تُعتبر الكلاسيكية الحديثة في الموسيقى إحدى توجهات القرن العشرين، خاصةً في الفترة الممتدة ما بين الحربين العالميتين، والتي سعى فيها الملحنون للعودة إلى المبادئ الجمالية المرتبطة بمفهوم «الكلاسيكية» بمعناه الواسع، أي النظام، والتوازن، والوضوح، والاقتصاد، والاحتواء العاطفي. على هذا النحو، ظهرت الكلاسيكية الحديثة كردة فعل في وجه الانفعالية غير المقيدة والافتقار الملحوظ إلى نظام محدد في أواخر الحقبة الرومانسية، وأيضًا «كدعوة إلى تحقيق النظام» بعد الاضطراب التجريبي في العقدين الأولين من القرن العشرين. عبّرت النزعة الكلاسيكية الحديثة عن نفسها في خصائص متعددة مثل استخدام المؤدين البسيطين، والتشديد على الإيقاع والتركيب الطباقي، والتناسق النغمي المُجَدَّد أو المُوسّع، والتركيز على الموسيقى البحتة بدلًا من الموسيقى التصويرية الرومانسية.
في ما يتعلق بالأسلوب وتقنيات الموضوعات، استُلهمت الموسيقى الكلاسيكية الحديثة في كثير من الأحيان من موسيقى القرن الثامن عشر، على الرغم من انتماء القواعد الملهِمة إلى العصر الباروكي وفترات سابقة من العصر الكلاسيكي؛ لهذا السبب، تُسمّى الموسيقى التي تستمد إلهامها من العصر الباروكي أحيانًا بالموسيقى الباروكية الحديثة. امتلكت الكلاسيكية الحديثة خطين تطوريين مختلفين في القومية، هما الخط الفرنسي (الذي انطلق جزئيًا من تأثير إريك ساتي ومثّله إيغور سترافينسكي، الذي كان في واقع الأمر روسي المولد) والخط الألماني (انطلاقًا من «الموضوعية الحديثة» لفيراتشو بوزوني، الذي كان إيطاليًا، وكان بول هيندميث أبرز ممثلي هذا الخط). شكلت الكلاسيكية الحديثة اتجاهًا جماليًا أكثر من كونها حركةً منظمة؛ إذ تبنى العديد من الملحنين الذين لم يُعتَبروا عادةً «كلاسيكيين حديثين» عناصر هذا الأسلوب.

## ملحنون آخرون من الكلاسيكية الحديثة
قد يكون بعض الملحنين أدناه قد كتبوا الموسيقى فقط بأسلوب كلاسيكي حديث خلال جزء من حياتهم المهنية.
هذه القائمة غير مكتملة. يمكنك المساعدة من خلال توسيعها.
- آرثر بيرغر
- كارلوس تشافيز
- سالبادور كونتريرز
- بيير غاباي
- هارالد غينزمر
- جورجيو فيدريكو غيديني
- فاغن هولمبو
- ستيفان كيشيلفسكي
- إيشا كريتشي
- إرنست كرنيك
- مارسيل ميهالوفيتشي
- جورجيو باكيوني
- غوفريدو بيتراسي (1904-2003)
- غابرييل بيرني
- موريس رافيل
- كنودا ريساغر
- ألبرت روسيل
- هارولد شابيرو
- ألكسندر تانسمان
- مايكل تيبت
- داغ فيرين